# آلی کویگلی
آلی کویگلی (انگلیسی: Allie Quigley؛ زادهٔ ۲۰ ژوئن ۱۹۸۶) بازیکن بسکتبال اهل ایالات متحده آمریکا است.
از باشگاه‌هایی که در آن بازی کرده‌است می‌توان به فینکس مرکوری اشاره کرد.